# Distretto di Doğanyol
Il distretto di Doğanyol (in turco Doğanyol ilçesi) è uno dei distretti della provincia di Malatya, in Turchia.
| Controllo di autorità | J9U (EN, HE) 987007560135805171 |